# Nick Nurse
Nicholas David Nurse, detto Nick (Carroll, 24 luglio 1967), è un allenatore di pallacanestro statunitense, professionista nella NBA.

## Carriera

### NBA

#### Toronto Raptors
Nel luglio 2013 ha lasciato i Vipers per un lavoro di assistente nello staff tecnico dei Toronto Raptors sotto Dwane Casey. Era responsabile dell'attacco durante il suo periodo sotto Casey, e nella stagione 2017-18 è stato accreditato per le modifiche al piano di gioco offensivo dei Raptors che includevano aumenti nei passaggi e tentativi da 3 punti. L'attacco migliorato ha aiutato i Raptors a vincere un record di 59 partite in franchigia, ma la squadra è stata spazzata via nel secondo round dei playoff NBA 2018 dai Cleveland Cavaliers, e Casey è stato licenziato poco dopo.
Il 14 giugno 2018 i Raptors hanno promosso Nurse alla posizione di head coach per succedere a Casey. Nella sua prima stagione, ha guidato i Raptors a un record di 58-24, guidati dall'acquisizione fuori stagione (e l'eventuale MVP delle finali) Kawhi Leonard e dalla stella emergente Pascal Siakam, che avrebbe vinto il premio Most Improved Player della NBA. Il 25 maggio 2019, Nurse ha allenato i Raptors alle finali NBA 2019, le prime per la franchigia, dopo aver vinto l'Eastern Conference Championship sconfiggendo i Milwaukee Bucks in sei partite. Il 13 giugno, Nurse è diventato il primo allenatore a vincere entrambi i titoli NBA e NBA G League (ex D-League), quando i Raptors sconfissero i Golden State Warriors nella partita 6 delle finali NBA, vincendo i Raptors loro primo campionato nella storia della franchigia.
Nella seconda stagione di Nurse, i Raptors hanno terminato con un record di 53-19, nonostante la perdita di Leonard per la free agency, in una stagione abbreviata dalla pandemia COVID-19. Fu ampiamente lodato per la sua creatività e innovazione nel garantire che i Raptors fossero in grado di mantenere un alto livello di gioco nonostante la perdita di Leonard. Quella stagione, Nurse si qualificò per essere un capo allenatore nell'NBA All-Star Game 2020 come rappresentante della Eastern Conference. Il 22 agosto 2020, Nurse è stato nominato Allenatore dell'anno NBA. Tuttavia, i Raptors non sono stati in grado di ripetere il successo ai playoff della stagione precedente, e sono stati eliminati nelle semifinali di Conference, perdendo in 7 partite per mano dei Boston Celtics.
Il 15 settembre 2020, i Raptors hanno annunciato che Nurse aveva firmato una proroga del contratto pluriennale.
Il 21 aprile 2023 i Toronto Raptors annunciano il licenziamento di Nurse, dopo che la franchigia canadese non è riuscita a qualificarsi per i playoff a seguito della sconfitta con i Chicago Bulls nel Play-in Tournament. Termina la sua esperienza coi Raptors con il record di 227-163 (record percentuale di vittorie per la franchigia canadese).

#### Philadelphia 76ers
Il 1º giugno 2023 viene nominato head coach dei Philadelphia 76ers, diventando il ventiseiesimo capo allenatore nella storia della franchigia.

## Statistiche

### Allenatore
| Stagione | Squadra            | Regular season | Regular season | Regular season | Regular season | Regular season          | Post season                                               |
| Stagione | Squadra            | V              | P              | % V            | G              | Posizione finale        | Post season                                               |
| -------- | ------------------ | -------------- | -------------- | -------------- | -------------- | ----------------------- | --------------------------------------------------------- |
| 2018-19  | Toronto Raptors    | 58             | 24             | 70,7           | 82             | 1º in Atlantic Division | Campione NBA                                              |
| 2019-20  | Toronto Raptors    | 53             | 19             | 73,6           | 72             | 1º in Atlantic Division | Sconfitto alle Semifinali di Conference dai Celtics (3-4) |
| 2020-21  | Toronto Raptors    | 27             | 45             | 37,5           | 72             | 5º in Atlantic Division | Manca i play-off                                          |
| 2021-22  | Toronto Raptors    | 48             | 34             | 58,5           | 82             | 3º in Atlantic Division | Sconfitto al Primo Round dai 76ers (2-4)                  |
| 2022-23  | Toronto Raptors    | 41             | 41             | 50,0           | 82             | 5º in Atlantic Division | Manca i play-off                                          |
| 2023-24  | Philadelphia 76ers | 47             | 35             | 57,3           | 82             | 3º in Atlantic Division | Sconfitto al Primo Round dai Knicks (2-4)                 |
|          | Carriera           | 274            | 198            | 58,1           | 472            |                         |                                                           |

## Palmarès

### Squadra
- Coppa del Belgio: 1

Ostenda: 1998
- Campionato britannico: 2

Birmingham Bullets: 1995-96
Manchester Giants: 1999-2000
- NBA Development League: 2

Iowa Energy: 2010-11
Rio Grande Valley Vipers: 2012-13
- Campionato NBA: 1

Toronto Raptors: 2018-19

### Individuale
- Dennis Johnson Coach of the Year Award (2011)
- BBL Coach of the Year Award (2000, 2004)
- Allenatore dell’anno NBA: 1

Toronto Raptors: 2019-20